# David Lozano
Lozano  Riba est un nom espagnol. Le premier nom de famille, en général paternel, est Lozano ; le second, en général maternel, souvent omis, est Riba.

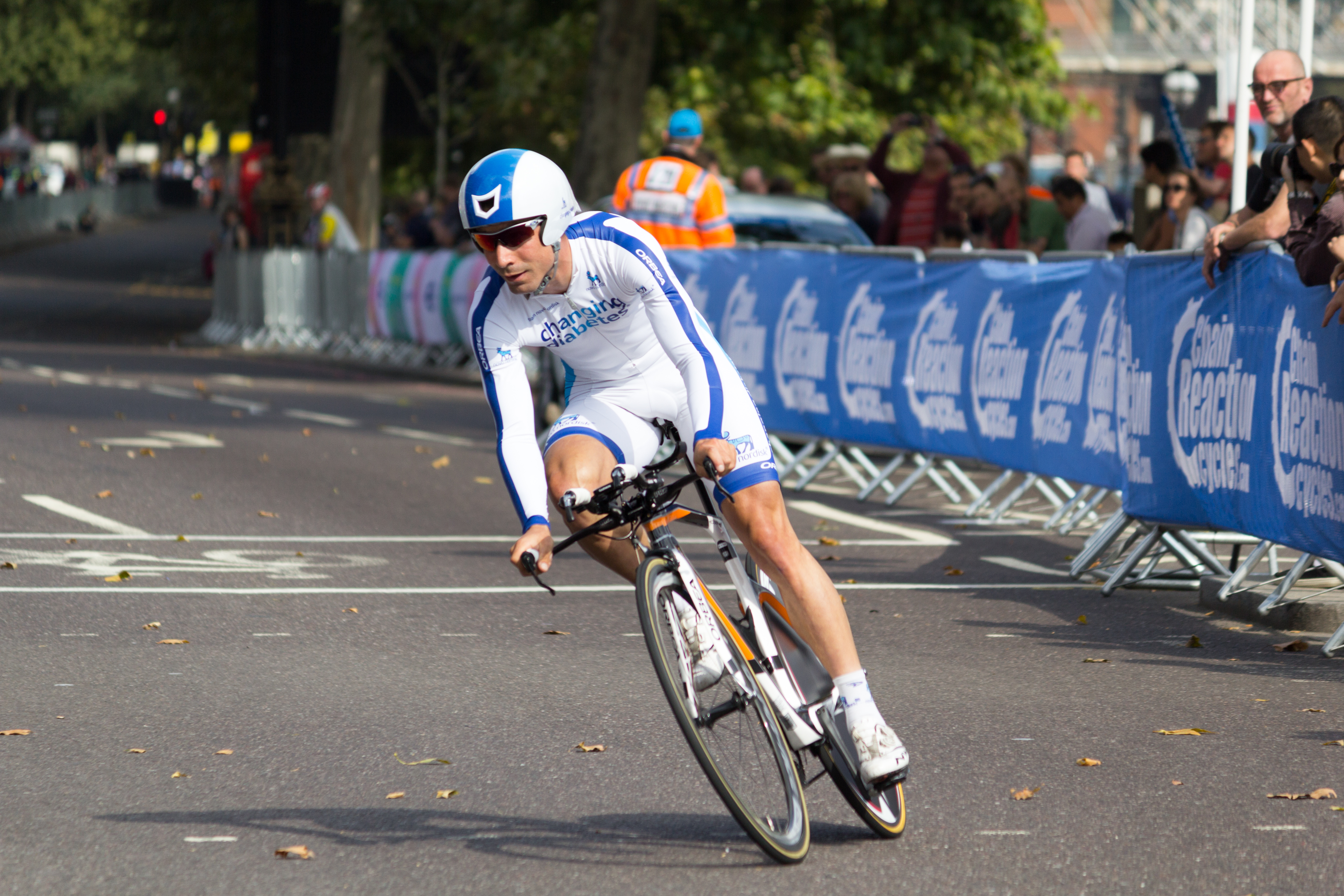
David Lozano au contre-la-montre du Tour de Grande-Bretagne 2014.

David Lozano Riba (né le 21 décembre 1988 à Terrassa) est un coureur cycliste espagnol, membre de l'équipe Novo Nordisk depuis 2013. Spéclialiste du cyclo-cross, il est quatre fois de suite champion national des moins de 23 ans de la discipline entre 2007 et 2010. En VTT, il est également triple champion d'Espagne de cross-country espoirs.

## Palmarès en cyclo-cross
- 2005-2006[1]
  -  Champion d'Espagne de cyclo-cross juniors
- 2006-2007
  -  Champion d'Espagne de cyclo-cross espoirs
- 2007-2008
  -  Champion d'Espagne de cyclo-cross espoirs
- 2008-2009
  -  Champion d'Espagne de cyclo-cross espoirs
- 2009-2010
  -  Champion d'Espagne de cyclo-cross espoirs
- 2013-2014
  - Cyclo-cross à Sant Joan Despí, Sant Joan Despí
  - Cyclo-cross à Torroella de Montgrí, Torroella de Montgrí
  - Cyclo-cross à Sant Celoni, Sant Celoni
  - Cyclo-cross à Reus, Reus

## Palmarès en VTT
- 2007
  -  Champion d'Espagne de cross-country espoirs
- 2009
  -  Champion d'Espagne de cross-country espoirs
- 2010
  -  Champion d'Espagne de cross-country espoirs